# Yehuda Berg

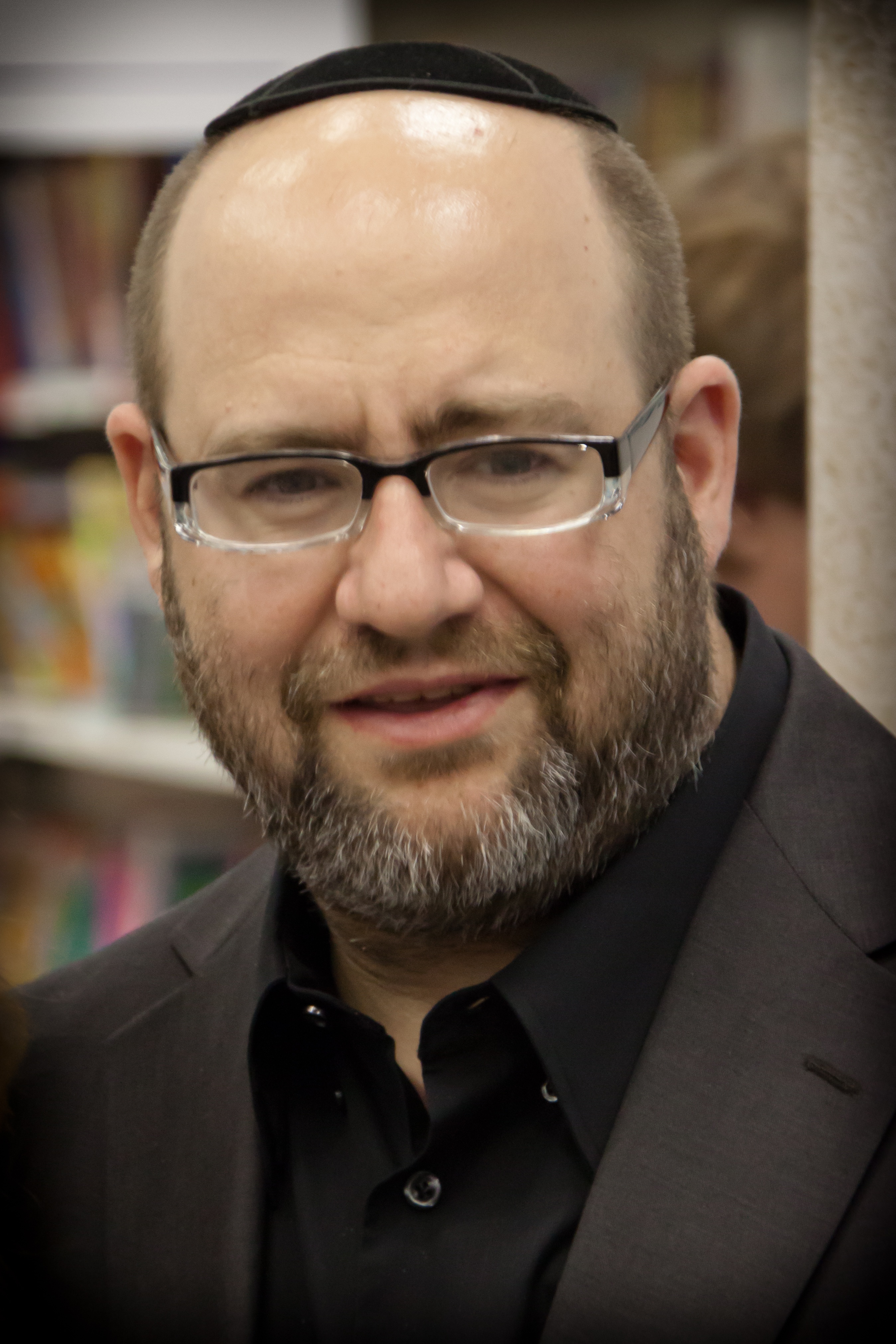
Yehuda Berg (2012)

Yehuda Berg (hebräisch ברג, יהודה; geboren 23. Mai 1972 in Jerusalem) ist ein israelisch-US-amerikanischer Autor und ehemaliger Kabbala-Lehrer.

## Leben und Wirken
Er ist der Sohn von Karen Berg, geborene Mulnick (1942–2020) und Philip Berg (1929–2013). Er hat einen Bruder Michael Berg der sich ebenfalls mit der Kabbala und Judaistik beschäftigt.
Berg absolvierte das „Yeshiva Rabbinical Seminary of America“ in New York, studierte an der „Yeshiva Shaar Ha Torah“ und wurde an der „Yeshiva Knesset Israel“ in Jerusalem zum Rabbiner geweiht (Semicha). Er war bis Mai 2014 Co-Direktor des von seinem Vater Rav Shraga Feivel Gruberger, auch Philip Berg gegründeten Kabbalah Centre. Nach Vorwürfen des Drogenmissbrauchs und sexueller Belästigung zog er sich aus der Organisation zurück. Berg wurde beschuldigt, einer ehemaligen Anhängerin, Jena Scaccetti, Alkohol und Drogen aufgedrängt zu haben, bevor er sie „begrapscht“ haben soll. Auf der „Liste amerikanischer Rabbiner“ von Newsweek belegte er den vierten Platz. Kürzlich hat er auch einen neuen Blog gestartet.
Im Februar 2009 erstellte Yehuda Berg eine neue Radiosendung auf dem Stars Channel von Sirius XM mit dem Titel „The Life You Create“. Der erste Gast in der Show war Ashton Kutcher.
Berg lebt mit seiner Frau und seinen beiden Kindern in Los Angeles und New York City.

## Werke (Auswahl)
- Die Macht der Kabbalah. Von den Geheimnissen des Universums und der Bedeutung unserer Leben. Arkana, Goldmann, München 2003, ISBN 978-3-442-21641-3
- Die 72 Namen Gottes -Meditationskarten: Technologie für die Seele. Hans-Nietsch-Verlag, Rossdorf 2022, ISBN 978-3-86264-905-1
- Kabbalah: Die Kraft alles zu verändern. Kabbalah Centre  2012, ISBN 978-3-00-035001-6

- The 72 Names of God: Technology for the Soul. Kabbalah Publishing, 2003, ISBN 1-57189-135-8.
- The Power of Kabbalah. Kabbalah Publishing, 2004, ISBN 1-57189-250-8.
- The Red String Book: The Power of Protection. Kabbalah Publishing, 2004, ISBN 1-57189-248-6.
- The Spiritual Rules of Engagement: How Kabbalah Can Help Your Soul Mate Find You. Kabbalah Publishing, 2008, ISBN 978-1-57189-592-9.
- Satan: an autobiography. Kabbalah Publishing, 2010, ISBN 978-1-57189-662-9
- The Way of the Kabbalist: A User's Guide to the Technology of the Soul. Kabbalah Publishing, 2008, ISBN 978-1-57189-603-2